# Río Bellinger
El río Bellinger  se encuentra en la región de  Costa Norte Central de Nueva Gales del Sur (Australia).

## Curso y características

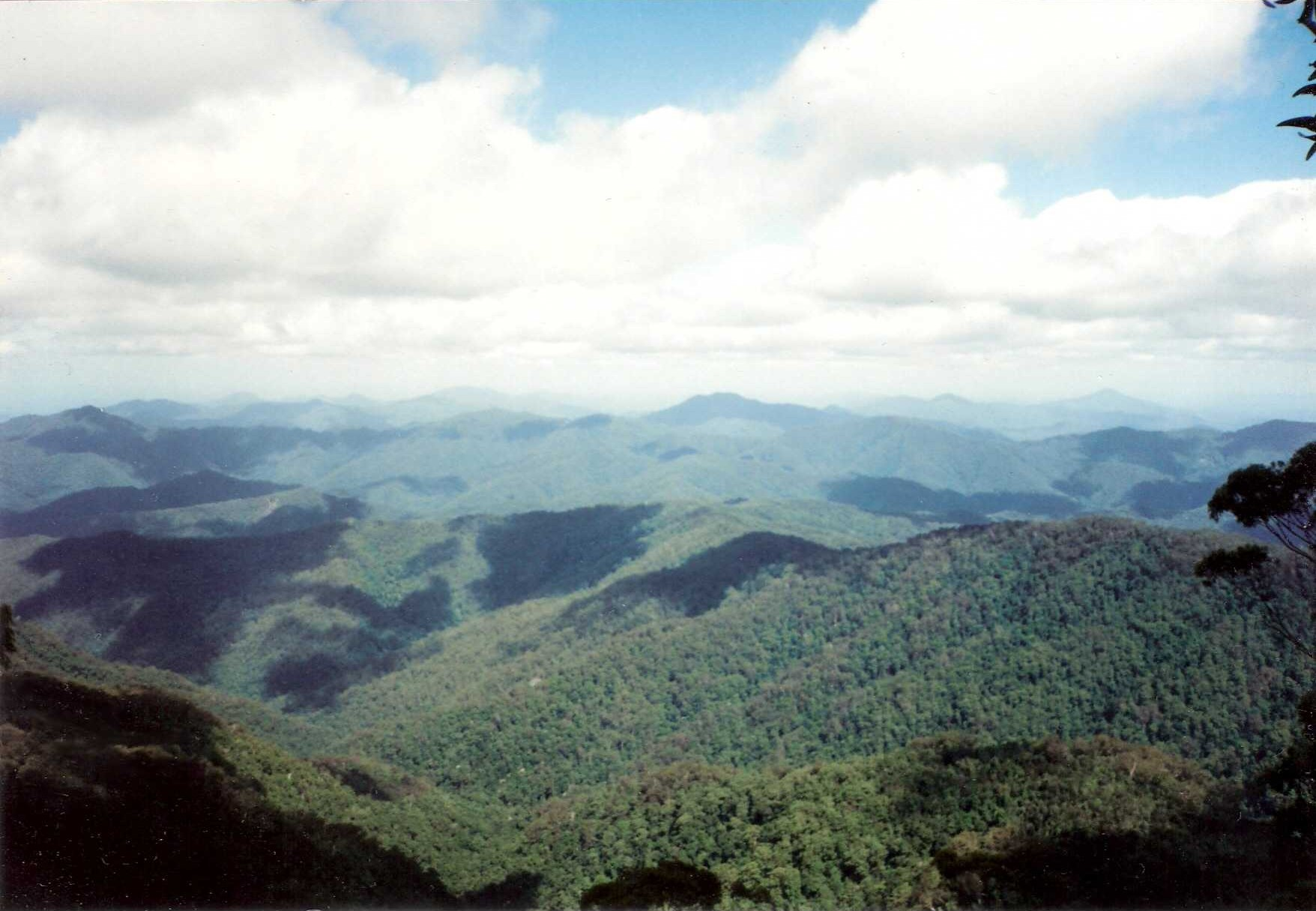
El río Bellinger es el hogar de la rara tortuga mordedora de agua dulce, endémica de este río, y el único lugar del mundo donde se puede encontrar. Valle del río Bellinger visto desde Point Lookout, 1995.

El río Bellinger nace debajo de Point Lookout, dentro de la Gran Cordillera Divisoria, al sureste de Ebor, y fluye en un curso sinuoso generalmente hacia el este, donde se unen cuatro afluentes, incluido el río Never Never, antes de llegar a su desembocadura en el mar de Tasmania, en el océano Pacífico Sur, al este de Urunga. El río desciende 1150 metros a lo largo de sus 69 kilómetros de recorrido.
Parte del río Bellinger se encuentra dentro de los parques nacionales de Río Bellinger y Nueva Inglaterra. Otros usos del suelo en el valle son la ganadería y la silvicultura.
Waterfall Way se encuentra junto al curso medio del río Bellinger, cerca de su desembocadura, donde es atravesada por la autopista Pacific Highway, cerca de Raleigh.
Una tortuga australiana poco común, la tortuga mordedora del río Bellinger (
, tiene una distribución restringida en la parte alta del río Bellinger, por encima de Thora.

## Historia
Clement Hodgkinson fue el primer europeo en explorar la zona en marzo de 1841.